# Personalidades de Plasencia

## Personalidades ilustres ligadas a Plasencia
Políticos
- Álvaro de Zúñiga y Guzmán (1410 — 10 de junho de 1488) — Um dos nobres mais influentes do seu tempo em Espanha, era membro da Casa de Zúñiga, descendentes dos reis de Navarra. Foi duque de Arévalo, conde e duque de Plasencia, duque de Béjar, conde de Bañares, ricohombre de Castela, senhor de Zúñiga, Béjar, Bañares, Mendavia e, por herança da sua mãe Isabel de Guzmán y Ayala, senhor de Gibraleón.[1]

- Juan de la Concha Castañeda (29 de agosto de 1818 — Madrid 30 de agosto de 1903) — Foi deputado, ministro das finanças do governo espanhol de 1892, fiscal do Supremo Tribunal e do Conselho de Estado.[2]

- Julio Durán Pérez (? — 19 de agosto de 1936) — Foi um alcaide republicano e socialista assassinado com um tiro na nuca no início da Guerra Civil Espanhola por grupos fascistas.[3]

Militares e exploradores

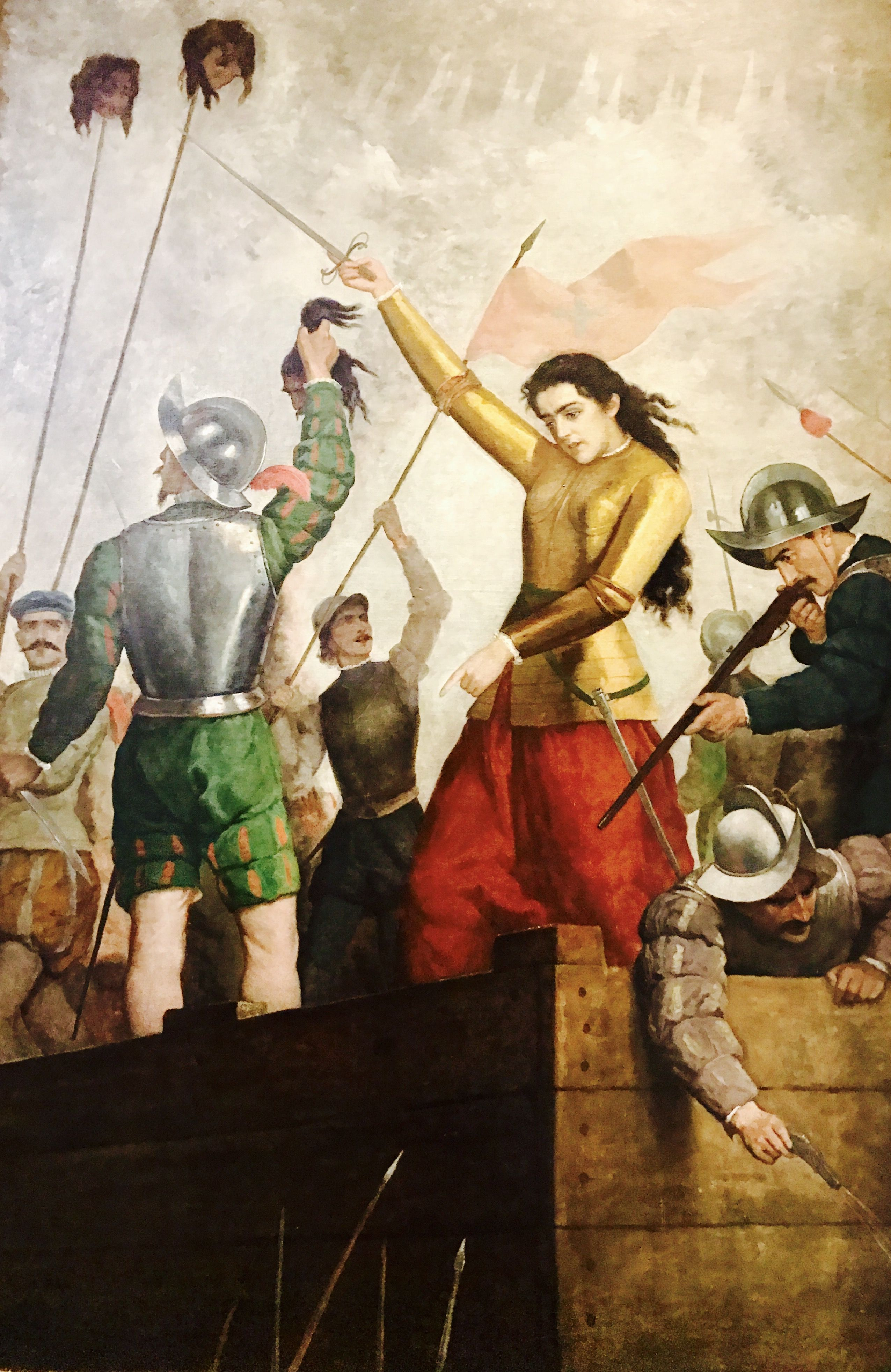
Inés de Suárez, exploradora da América do Sul.

- Inés de Suárez (1507 — Chile, 1580), exploradora e conquistadora, companheira e amante de Valdivia, que conheceu em Cusco e a quem acompanharia na conquista do Chile. Nasceu e cresceu numa casa muito próxima da Catedral Velha.[4]

- Mariano Ceferino del Pozo — alcunhado como Boquique, lutou contra os franceses durante a Guerra da Independência Espanhola. Quando esta acabou, foi comandante de uma força militar que perseguia assaltantes no norte da Estremadura. Quando rebentou a primeira Primeira Guerra Carlista (1833-1840), aderiu à causa carlista, tornando-se capitão do respetivo exército. Após a derrota dos carlistas nessa guerra, converteu-se em bandoleiro e foi perseguido como tal, acabando por ser capturado nos arredores de Plasencia, na Gruta de Boquique, a que deu o nome.[5]

Religiosos
- Bernardino López de Carvajal y Sande (1455 - Roma, 1523) - Homem de letras e eclesiático de carreira, esteve envolvido nos principais conflitos políticos e religiosos do seu tempo. Doutor em Direito e Teologia, foi professor e reitor da Universidade de Salamanca, cardeal, embaixador de facto dos Reis Católicos junto do papa (Cúria Romana) e embaixador desta em Espanha, delegado do rei espanhol Fernando, o Católico nas negociações com Portugal que culminaram no Tratado de Tordesilhas, representante de Carlos VII de França em Itália e de Maximiliano I da Áustria na Lombardia, pelo menos duas vezes sério candidato a papa.[6]

- Gabriel Trejo Paniagua (1562 - Málaga, fevereiro de 1630) - cardeal, arcebispo e reitor da Universidade de Salamanca, ocupou vários cargos na corte espanhola, nomeadamente fiscal do Conselho das Ordens Militares, membro da Inquisição e capelão-mor do Convento das Descalças Reais de Valladolid.[7]

Artistas
- Luis de Ávila y Zúñiga (1500 — 1564) — Historiador, marquês de Mirabel, esteve muito ligado a Carlos I de Espanha, V da Aústria, do qual foi embaixador em Roma, e a quem acompanhou na sua visita a África em 1541 e na batalha de Mühlberg contra a Liga de Esmalcalda em 1547. Sobre estes acontecimentos, em 1548 publicou "Comentario de la guerra de Alemania hecha por Carlos V, máximo emperador romano, rey de España, en el año de 1546 y 1547".[8] Acompanhou o imperador no seu desterro voluntário no mosteiro de Yuste.

- José Joaquín de Churriguera (Plasencia, Madrid ou Salamanca, 1674 — Salamanca, 1724), também conhecido como Joaquín Benito Churriguera, foi arquiteto e escultor do Barroco, da família dos Churriguera. As suas obras principais encontram-se em edifícios de Salamanca e Zamora.[9]

- José Antonio Gabriel y Galán (1940 — 1993) — Escritor, tradutor e jornalista.[10]

- Alonso Alonso (1930) — Pintor, advogado, diplomata e filósofo, a sua obra artística é muito vasta, estando representado em locais como o Centro de Arte Moderna Reina Sofia, em Madrid, o Museu Nacional de Belas Artes, em Santiago do Chile, ou o Rockefeller Center, em Nova Iorque, além de muitos outros. Depois de muitos périplos por muitas cidades, reside em Plasencia desde 2003.[11]

- José Antonio García Blázquez (29 de abril de 1940) — escritor e tradutor, as suas obras mais conhecidas são provavelmente "El rito", que recebeu o Prémio Nadal em 1973, e "No encontré rosas para mi madre", que foi adaptada ao cinema[12] por Francisco Rovira Beleta[13] em 1972.[14]

- Roberto Iniesta (16 de maio de 1962) — escritor, compositor, cantor e guitarrista do grupo de rock Extremoduro. Publicou o seu primeiro romance em 2009, "El viaje intimo de la locura" (A viagem íntima da loucura).[15]

Desportistas
- Francisco Delgado Melo (13 de novembro de 1943) — Futebolista, defesa central, iniciou a sua carreira na União Polidesportiva de Plasencia. Contratado em 1968 pelo Atlético de Madrid, com o qual ganharia três campeonatos da liga espanhola e a Copa Intercontinental de 1974. Jogou pela seleção espanhola por duas vezes, em 1970. Desde que se retirou, em 1976, foi treinador de várias equipas de categorias inferiores.[16]

- Iván Corrales Gordo (12 de julho de 1974) — Basquetebolista (base), formou-se no Club Joventut de Badalona e jogou pela primeira vez na Liga ACB com 19 anos; passou por inúmeras equipas; integrou a seleção espanhola que alcançou o 2º lugar no campeonato europeu masculino (EuroBasket) de 1999.[17]